# 3. Masarykův okruh 1932
Třetí závod automobilů typu Grand Prix na Masarykově okruhu u Brna se uskutečnil v neděli 4. září 1932.  Tento závod byl 31. podnikem sezóny Grand Prix 1932, nebyl však zařazen do mistrovství Evropy automobilů 1932. Ten tvořily Grand Prix Itálie, Francie a Německa tzv. závody Grandes Épreuves (velké zkoušky).

## Startující vozy a jezdci
V III. ročníku závodu startovalo v silnější kategorii nad 1,5 l 10 vozů, ve slabší kategorii do 1,5 l jedenáct účastníků. Za favority byly považovány tovární týmy Alfa Romeo (Nuvolari, Borzacchini) a Maserati (Fagioli) proti týmu Bugatti (Chiron, Varzi a Lehoux). Němci neposlali svoje nejlepší závodníky na Mercedesech SSKL, chyběli tedy von Brauchitsch a Stuck, a s Alfou Romeo Rudolf Caracciola (Stuck a Caracciola museli dát přednost poslednímu závodu mistrovství Evropy 1932 v závodech do vrchu na Mont Ventoux u Avignonu. Oba se potom stali mistry Evropy, Caracciola v závodních vozech a Stuck ve sportovních vozech), ale startovala zde poprvé žena, ve slabší kategorii do 1,5 l to byla Anne-Cécile Rose-Itier na Bugatti T37A. Na startu bohužel chyběl i Jiří Lobkowicz, který se 22. května 1932 zabil při závodu na berlínském Avusu, a také von Morgen, který zahynul na Nürburgringu 27. května 1932 při závodu Eifelrennen. V tréninku havaroval Eugenio Siena na Alfě Romeo, přivodil si zlomeninu lýtkové kosti a v závodě tudíž nemohl startovat. Siena při předjíždění nezvládl řízení v esovité zatáčce a skončil v hlubokém příkopu, kde jeho vůz zůstal opřen o mohutný smrk.
Celkový vítěz měl získat 80 000 korun a zlatou plaketu ČAMS, druhý 40 000 Kč a zlatou plaketu ČAMS, třetí 20 000 a zlatou plaketu ČAMS, čtvrtý 15 000. Pro první tři ve skupině slabších vozů do 1,5 l byly ceny 15 000 a stříbrná plaketa ČAMS, 10 000 a stříbrná plaketa ČAMS, 5 000 Kč a stříbrná plaketa ČAMS. Za nejrychlejší kolo ve skupině 1 a 2 byla ještě vyplacena cena T. Baťy po 5 000 Kč.
Na třetí ročník závodu na Masarykově okruhu se přišlo podívat rekordních 200 000 diváků, z toho 99 415 platících. K okruhu se sjelo přes 6000 automobilů a ČSD vypravily z Prahy i zvláštní vlak. Závod se jel zprvu za mírného deště, který v polovině závodu ustal, ale v závěru déšť opět zesílil a dojíždělo se v lijáku. To zpomalilo jízdní časy, a proto nebyly dosaženy rychlosti z roku 1931. Ročník 1932 byl nejpomalejším závodem před druhou světovou válkou, déšť a kluzká vozovka vykonaly své. Za hlavního favorita byl považován Tazio Nuvolari, který v době konání závodu měl již zajištěn titul evropského šampiona na okruzích, a po Chironovi nejpopulárnější účastník závodů na brněnském okruhu. Ani při třetím startu v Brně se mu nepodařilo zvítězit. Nuvolari brněnský okruh, jako jediný velký evropský závod, jehož se kdy zúčastnil, nikdy nevyhrál.
Mimo nestálého počasí byla jediným záporem závodu naprosto nemožná místní rozhlasová služba brněnského okruhu, která po větší část závodu vůbec neexistovala a za níž nese plnou odpovědnost pražský Radiojournal. Tato trapná kapitola se nezvrhla ve skandál jen dík dramatickému a vzrušujícímu průběhu závodu, byť obecenstvo na hlavní tribuně oprávněně projevovalo nespokojenost častým hvízdotem, jak trefně uvedly brněnské Lidové noviny.

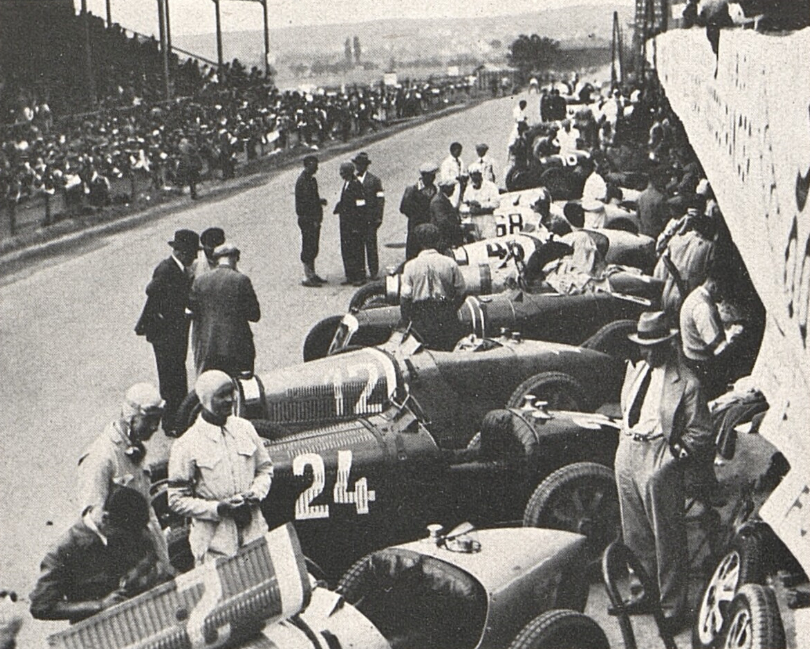
Depo Masarykova okruhu před startem (1932). V popředí 3 Bugatti T 51 a s kuklami Guy Bouriat a Louis Chiron

Startující vozy a jezdci silnější skupiny
| St. č. | Jezdec                | Stáj                      | Značka a typ vozu      | Zdvihový objem (l) | Zdvihový objem (l) |
| ------ | --------------------- | ------------------------- | ---------------------- | ------------------ | ------------------ |
| 2      | Louis Chiron          | Automobiles E. Bugatti    | Bugatti Type 51        | 2.3                | R-8                |
| 4      | Tazio Nuvolari        | Scuderia Ferrari          | Alfa Romeo 8C Monza    | 2.3                | R-8                |
| 6      | Baconin Borzacchini   | Scuderia Ferrari          | Alfa Romeo Tipo B/P3   | 2.6                | R-8                |
| 8      | Antonio Brivio-Sforza | Scuderia Ferrari          | Alfa Romeo 8C Monza    | 2.3                | R-8                |
| 12     | Marcel Lehoux         | M. Lehoux                 | Bugatti Type 51        | 2.3                | R-8                |
| 14     | Guy Bouriat           | Automobiles E. Bugatti    | Bugatti Type 51        | 2.3                | R-8                |
| 18     | Josef Šťastný         | J. Šťastný                | Bugatti Type 35B       | 2.3                | R-8                |
| 22     | Jan Kubíček           | J. Kubíček                | Bugatti Type 35B       | 2.3                | R-8                |
| 24     | Achille Varzi         | Automobiles E. Bugatti    | Bugatti Type 51        | 2.3                | R-8                |
| 28     | Luigi Fagioli         | Officine Alfieri Maserati | Maserati 26M (8C 3000) | 3.0                | R-8                |

## Startovní rošt
| 1. řada | Pos. 1              |                          | Pos. 2                |
|         | 2 Chiron Bugatti    |                          | 4 Nuvolari Alfa Romeo |
| 2. řada |                     | Pos. 3                   |                       |
|         |                     | 6 Borzacchini Alfa Romeo |                       |
| 3. řada | Pos. 4              |                          | Pos. 5                |
|         | 8 Brivio Alfa Romeo |                          | 12 Lehoux Bugatti     |
| 4. řada |                     | Pos. 6                   |                       |
|         |                     | 14 Bouriat Bugatti       |                       |
| 5. řada | Pos. 7              |                          | Pos. 8                |
|         | 18 Šťasný Bugatti   |                          | 22 Kubíček Bugatti    |
| 6. řada |                     | Pos. 9                   |                       |
|         |                     | 24 Varzi Bugatti         |                       |
| 7. řada | Pos. 10             |                          |                       |
|         | 28 Fagioli Maserati |                          |                       |

## Průběh závodu

### Vozy nad 1500 ccm

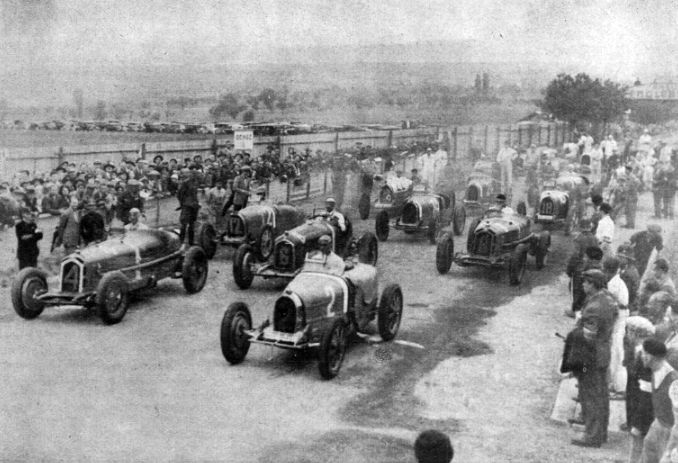
Startovní rošt před startem závodu na Masarykově okruhu 1932. V první řadě Chiron a Nuvolari (zprava).

Závod byl odstartován v 10:30 h dopoledne. Mezi čestnými hosty na hlavní tribuně byli mj. velvyslanec Jan Masaryk, pražský primátor Karel Baxa, armádní generál Sergej Vojcechovský, brněnský starosta Karel Tomeš atd. Po startu se ujal vedení Borzacchini startující z 2. řady před Chironem a Nuvolarim. Byl to vlastně závod mezi vozy Bugatti a Alfa Romeo, ostatní měli být pouze do počtu, ale závod se v dalších kolech vyvíjel jinak. Na konci prvního kola projely vozy v pořadí Borzacchini (Alfa Romeo), Chiron (Bugatti), Nuvolari (Alfa Romeo), následované s větším odstupem Fagiolim (Maserati) a Briviem (Alfa Romeo). Mezi touto vedoucí skupinou byla znatelně dlouhá mezera, než dorazili Varzi a Bouriat, poté Kubiček a Šťastný. Ve druhém kole postoupil do čela "italský snědý ďábel, létající Mantovan" Nuvolari, který se s mokrou vozovkou vyrovnával nejlépe a brzy převzal čelní pozici. Pohodlně zvyšoval svůj náskok před ostatními. Držel se ve vedení až do 9. kola. V čele jezdili Nuvolari, Borzacchini, Chiron, Fagioli a Brivio. Chiron proti čtyřem Italům, jedna Bugatka proti třem Alfám Romeo a jedné Maseratce. K všeobecnému překvapení se po 9. kole objevil v depu na tankování na 2. místě Chiron a teprve po něm Borzacchini, který pro poruchu diferenciálu a brzd odstoupil ze závodu.

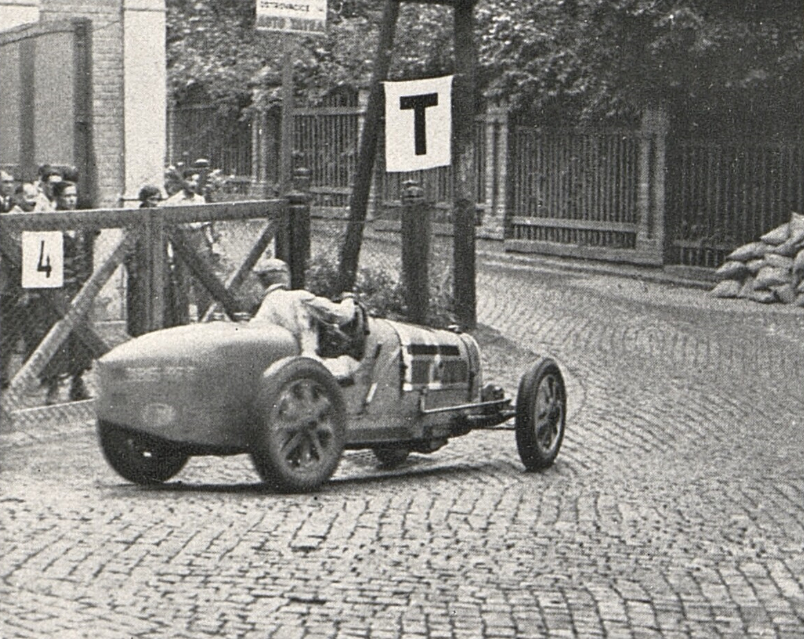
Masarykův okruh, vítěz Louis Chiron na Bugatti. Projíždí zatáčku v Pisárkách (1932)

V 10. kole došlo k zásadní změně. Nuvolari, přestože na konci 9. kola tankoval a nějaký čas ztratil, jel i nadále v čele s pohodlným náskokem přes 2 minuty. V Pisárkách však vyjel z trati a pozadu narazil do pytlů s pískem. Než se "vyhrabal" klesl na 3. místo za Chirona a Fagioliho. S nezdravě znějícím motorem dojel do depa na opravu magneta. Když už jel Nuvolari o kolo zpět dojel i vedoucího Chirona v ostrovačických serpentinách. Oba šampioni byli tedy na trati v těsném závěsu a Nuvolari se očividně se svou pozicí nemohl smířit, protože na Chirona podniknul nekompromisní předjížděcí manévr, který málem vyřadil oba vozy, dokonce prý Chirona svojí Alfou popostrčil. Vypadalo to, jako kdyby spolu bojovali o pořadí a nakonec Nuvolari Chirona předjel. O dvě kola později znovu vyjel z trati a přerazil pár patníků. Pro potíže se zapalováním (magneto) byl nucen několikrát zastavit v depu. Tím byl jeho osud zpečetěn.

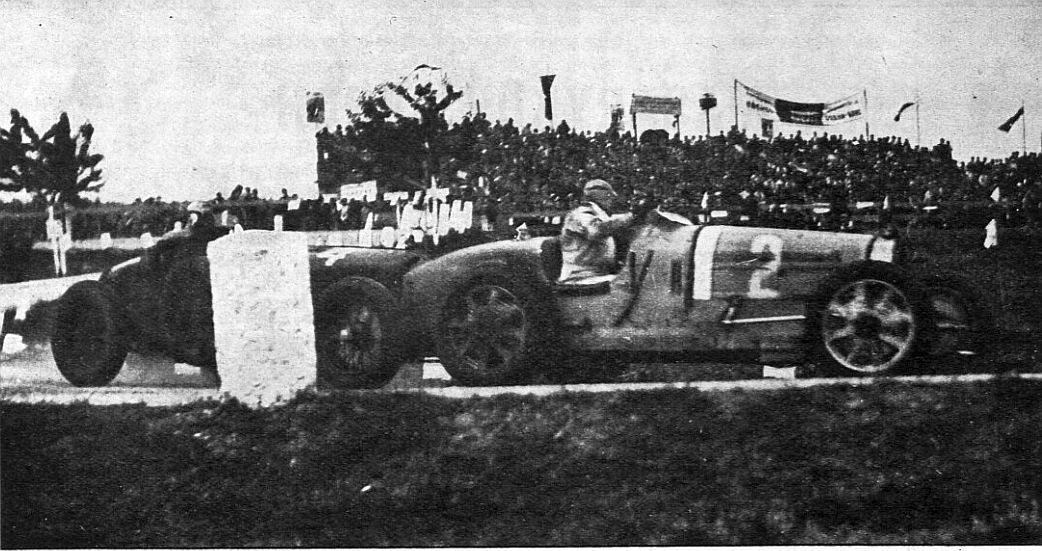
Chiron (Bugatti T51) a Nuvolari (Alfa Romeo 8C Monza) v ostrovačických serpentinách. Nuvolari jedoucí o kolo zpět snad prý Chirona svojí Alfou popostrčil.

Po absolvování 17. kola projel vítězně cílem Louis Chiron a zaznamenal v Brně druhé vítězství za sebou. Druhý dojel se ztrátou přes 5 minut Fagioli a na 3. místě smolař Nuvolari s téměř půlhodinovou ztrátou. Posledním klasifikovaným jezdcem byl Brivio na 4. místě. Josef Šťastný ujel rovněž předepsaných 17 kol, ale dosáhl cíle po překročení časového limitu 45 minut a nebyl tedy na 5. místě klasifikován. Chiron absolvoval závod v čase 4:37:29,7 h a v průměrné rychlosti 107,1 km/h. Zajel i nejrychlejší kolo závodu časem 14:49,4 min (118,6 km/h), to bylo v 13. kole závodu. Pro Nuvolariho bylo slabou útěchou, že zajel v lijáku nejrychlejší sedmé kolo za 16:22,8 min, což mu vyneslo zvláštní cenu Čeňka Junka za nejrychlejší 7. kolo v závodě (5 000 korun).

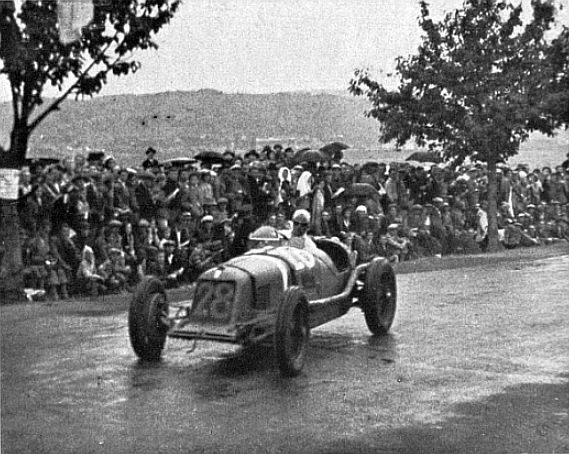
Luigi Fagioli na Maserati 26M (8C-3000) projíždí zatáčku před Novým Lískovcem (Brno 1932)

Vítězství Chirona bylo velkým překvapením, protože po celou sezonu sbíral ve velkých závodech umístění spíše pod stupni vítězů (6. v Tunisu, 5. na Eifelu, 6. v Itálii, 4. ve Francii) a nebo přímo nedojel do cíle (Monako, Nimes). Bojoval nerovný boj s rychlejšími vozy a se štěstím v něm (lépe řečeno neštěstím Italů) zvítězil. Získal tak do svého trvalého držení definitivně putovní cenu presidenta Masaryka za druhé vítězství v Brně.
| Pořadí | St. č. | Jezdec                | Stáj                      | Značka a typ vozu      | Motor | Motor | Kola | Čas/stav           | Ztráta         |
| ------ | ------ | --------------------- | ------------------------- | ---------------------- | ----- | ----- | ---- | ------------------ | -------------- |
| 1.     | 2      | Louis Chiron          | Automobily Ettore Bugatti | Bugatti T51            | 2.3   | R-8   | 17   | 4:37:29,7 h        |                |
| 2.     | 28     | Luigi Fagioli         | Officine Alfieri Maserati | Maserati 26M (8C 3000) | 3.0   | R-8   | 17   | 4:42:30,5 h        | + 5:00,8 min   |
| 3.     | 4      | Tazio Nuvolari        | Scuderia Ferrari          | Alfa Romeo 8C Monza    | 2.3   | R-8   | 17   | 5:06:20,1 h        | + 28:50,4 min  |
| 4.     | 8      | Antonio Brivio-Sforza | Scuderia Ferrari          | Alfa Romeo 8C Monza    | 2.3   | R-8   | 17   | 5:08:03,7 h        | + 30:34,0 min  |
| DNC    | 18     | Josef Šťastný         | J. Šťastný                | Bugatti T35B           | 2.3   | R-8   | 17   | překročen max. čas | neklasifikován |
| DNF    | 6      | Baconin Borzacchini   | Scuderia Ferrari          | Alfa Romeo Tipo B/P3   | 2.3   | R-8   | 9    | diferenciál, brzdy |                |
| DNF    | 14     | Guy Bouriat           | Automobily Ettore Bugatti | Bugatti T51            | 2.3   | R-8   | 6    | zapalování         |                |
| DNF    | 12     | Marcel Lehoux         | M. Lehoux                 | Bugatti T51            | 2.3   | R-8   | 6    | zapalování         |                |
| DNF    | 22     | Jan Kubíček           | J. Kubíček                | Bugatti T35B           | 2.3   | R-8   | 3    | defekt             |                |
| DNF    | 24     | Achille Varzi         | Automobily Ettore Bugatti | Bugatti T51            | 2.3   | R-8   | 2    | zranění oka        |                |

Poznámka

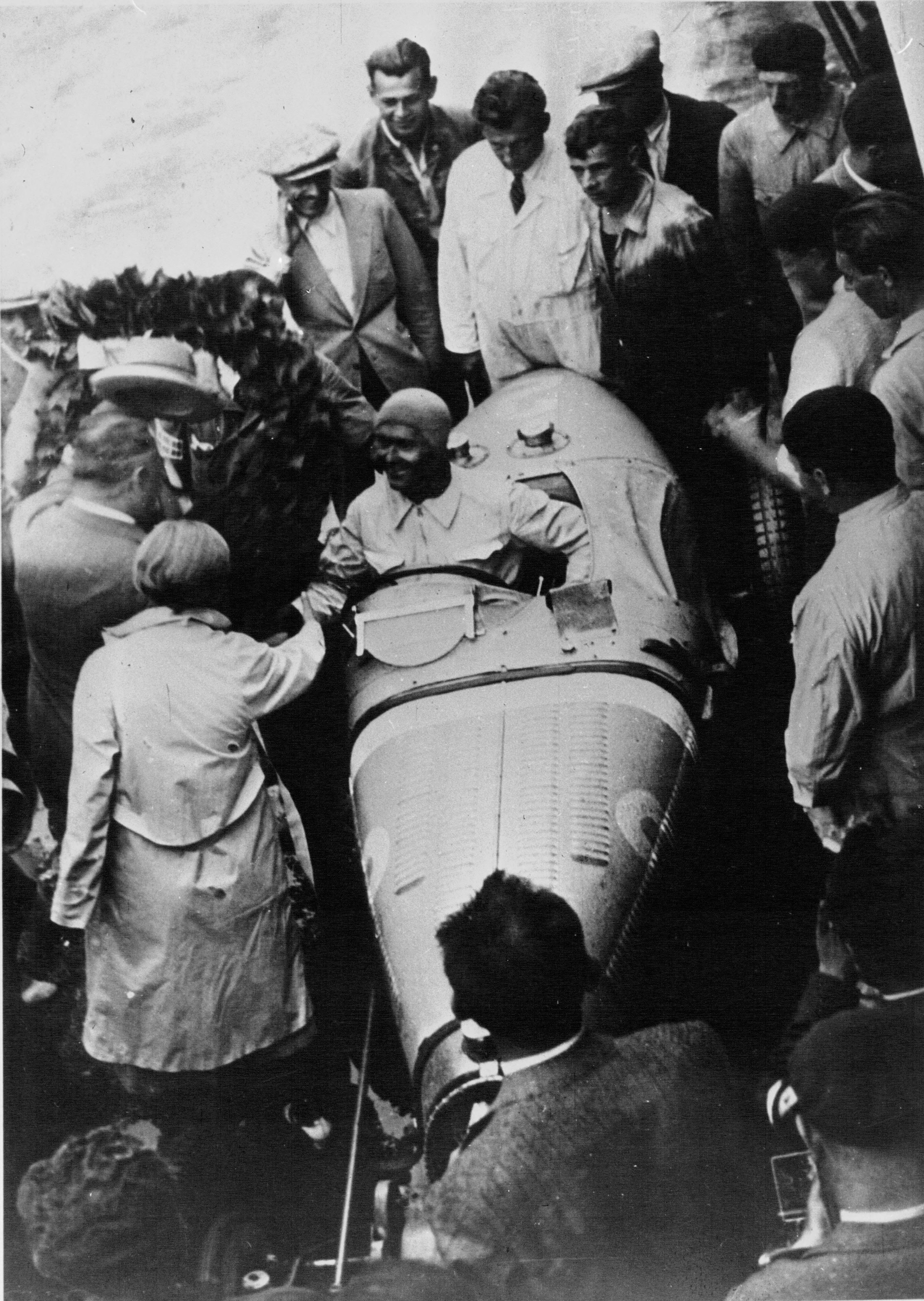
Louis Chiron přijímá gratulace (Masarykův okruh 1932)

- DNC... neklasifikovaní jezdci pro překročení časového limitu (max. 45 min za vítězem)
- DNF... neklasifikovaní pro malou ujetou vzdálenost

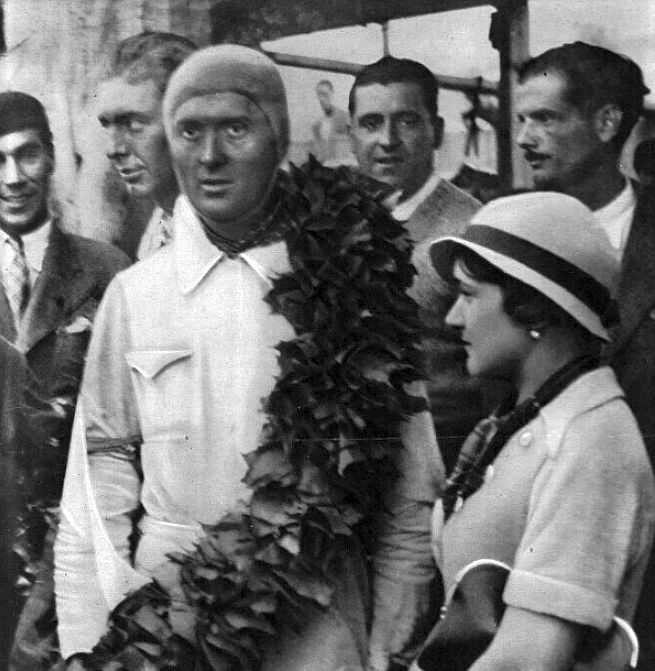
Vítěz Chiron s vavřínovým věncem a Eliška Junková (Masarykův okruh 1932).

- R-8... řadový osmiválcový motorVítěz Chiron s vavřínovým věncem a Eliška Junková (Masarykův okruh 1932).

### Vozy do 1500 ccm

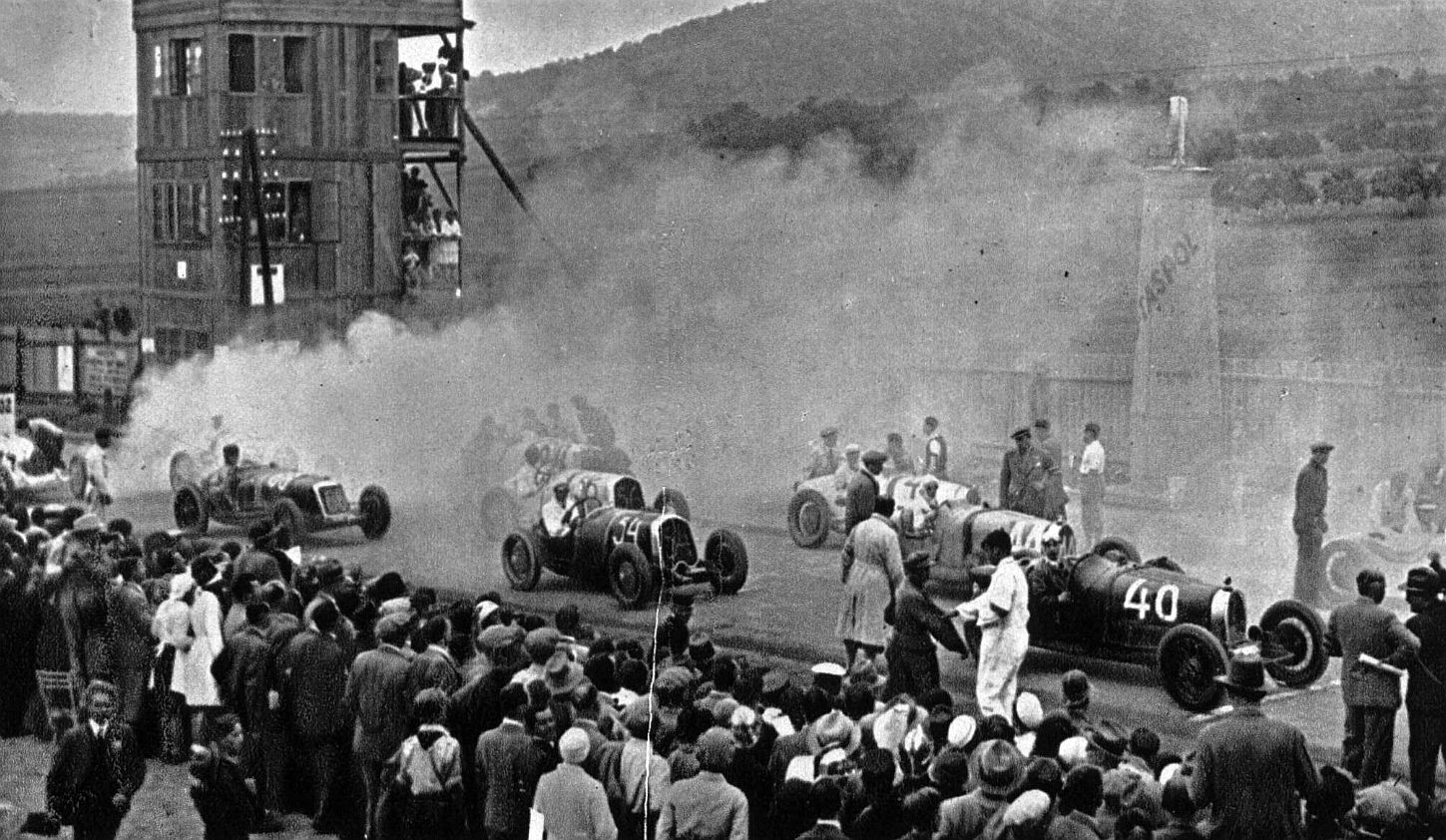
Před startem skupiny vozů do 1500 ccm (Brno 1932). Zcela vpravo G. Macher (DKW, st. č. 36), vedle něj v první řadě B.Sojka (Bugatti, st. 40), za nimi A.-C. Rose-Itier (Bugatti, st. č. 44), v 3. řadě H. Simons (Bugatti, st. č. 46) a A. Szczyzycki (Wikov, st. č. 54)

Závod se jel na 15 kol v celkové délce závodu 437,13 km. Start kategorie do 1500 ccm byl po 3 minutách po startu skupiny silnějších vozů. Jediná žena v poli závodníků, francouzská závodnice Anne-Cecile Rose-Itier se po startu sice ujala vedení, ale už první kolo dokončila na poslední pozici. Měla potíže s motorem a pokračovala po trati velmi pomalým tempem, aby po 2. kole zastavila v depu a ze závodu pro poruchu motoru odstoupila.

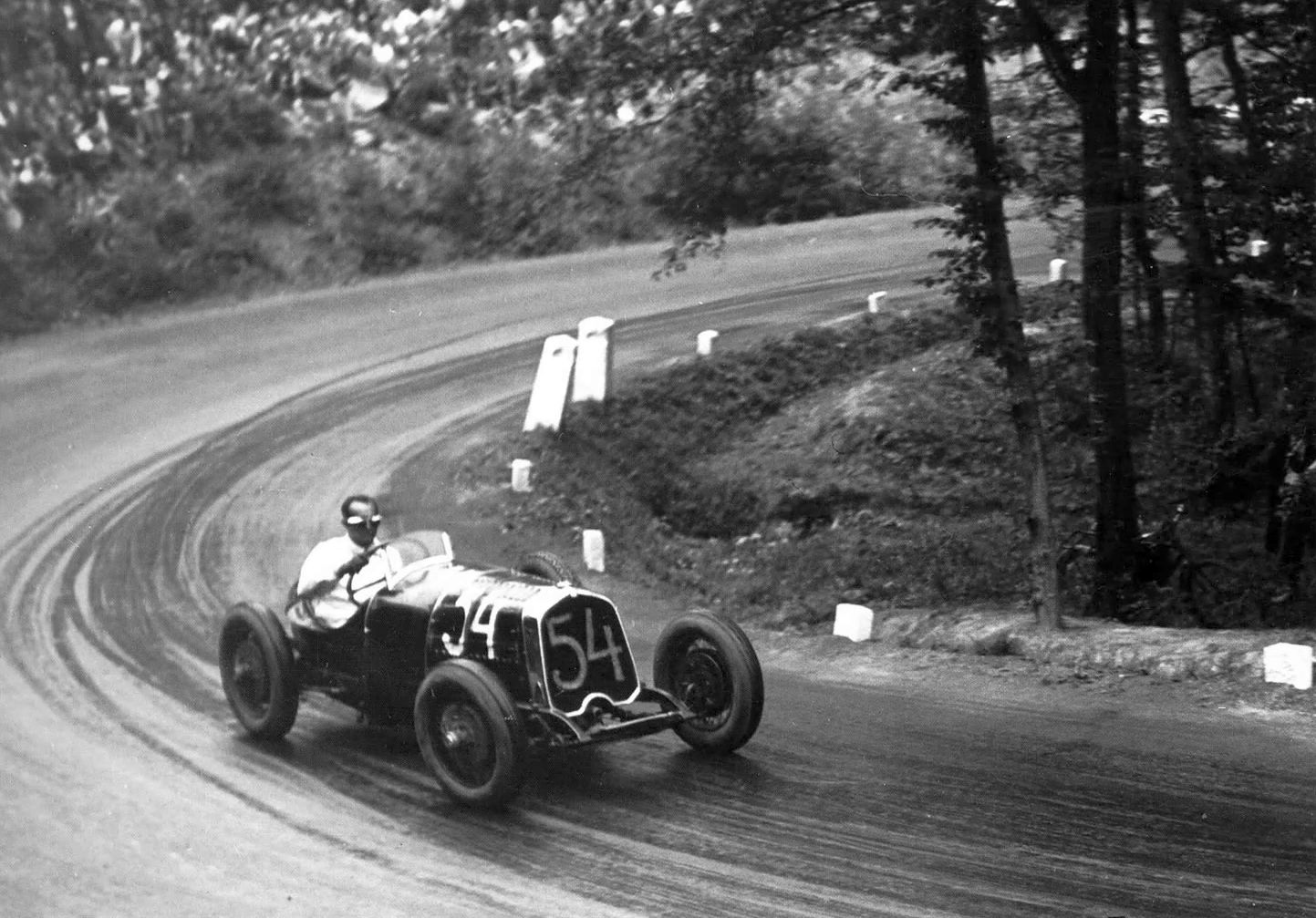
Adam Szczyzycki na Wikovu 7/28 Super Sport při průjezdu zatáčky nad Žebětínem (Masarykův okruh 1932)

Vedení se ujal Pierre Veyron (Maserati), pak následovali Ernesto Maserati s monopostem 4CM (C..corsa/závodní, M.. monopost) a Burggaller (Bugatti), s odstupem houževnatý Maďar Hartmann (Bugatti) a pak dlouho nic. Potom projel Sojka (Bugatti) a jako 6. Němec Macher. Po 2.kole se ujal vedení Maserati před Burggallerem a Veyronem, kteří zastavili v boxech se znečištěnými svíčkami. Následovali Hartmann, Sojka, Simons, Szczyzycki, Macher, Konečník a Hošťálek, zatímco mme. Itier odstoupila s defektem motoru. Po 5. kole jezdili v čele této skupiny Burggaller, Maserati, Hartmann, Veyron a Sojka, kteří mezitím zvýšili svůj náskok před zbývajícími vozy. Obzvláště bitva mezi Burggallerem a Maseratim byla tvrdá, když se v malém odstupu pronásledovali po trati. Maserati se znovu a znovu snažil překonat Bugatti, ale neuspěl.
Na konci osmého kola musel Burggaller zastavit v boxech pro palivo. To byl okamžik, kdy se Maserati konečně mohl posunout na první místo vozů skupiny a přes Burggallerovu snahu později Ital vedení nepřepustil. Veyron se propracoval zpět na třetí místo, zatímco Sojka byl nyní čtvrtý a s Hartmannem střídavě bojoval o čtvrté místo. Hošťálek v 8. kole pro závadu na motoru odstoupil. Simons po 10.kole odstoupil se zadřeným spojkovým ložiskem. Nemohl vyřadit třetí rychlostní stupeň, zničil si brzdy a nakonec závod vzdal.
Vozy této skupiny po 11. kole udržely v čele pořadí Maserati, poté Burggaller a po značném odstupu Veyron. Sojka držel stabilní tempo z předchozích kol, když Hartmann s mechanickým problémem zastavil v boxech. Za Hartmannem jely dva vozy Wikov Szczyzyckého a Konečníka. Pořadí vozů skupiny 2 zůstalo nezměněno až do posledního kola, kdy si osud zahrál s vedoucím Maseratim, který vedl pole polovinu závodu. Těsně před první zatáčkou za Žebětínem si Ital všiml, že na jeho monopostu není něco v pořádku. Zastavil, vystoupil z vozu ven a snažil se chybu rychle napravit. Chtěl pokračovat, než ho předjede blížící se Burggaller. Znovu vyrazil na trať, ale po ujetí sotva 20 metrů vyšlehly z jeho motoru jasné plameny a donutilo ho znovu zastavit. Sotva Maserati s pomocí statečných diváků uhasil plameny, projel kolem Burggaller, kterému tak vítězství spadlo do klína. Mnoho času pak Maserati ztratil při opravě karburátoru, zatímco Veyron a Sojka projeli také kolem. Maserati nakonec dokázal dokončit závod na čtvrtém místě, morálním vítězem však zůstal, byť se vyskytly názory, že by měl být diskvalifikován, protože k opravě vozu použil snad nářadí nevezeného sebou.  Macher ve svém unaveném DKW skončil na pátém místě. Adolf Szczyzycki obsadil výborné 6. místo v čase 5:12:19,4 h a v průměrné rychlosti 84 km/h. Poprvé v tříleté historii závodů na Masarykově okruhu dojel do cíle a byl klasifikován československý jezdec na československém automobilu. Získal za svůj výkon putovní cenu ministerstva národní obrany (MNO) a Autoklubu RČs. za nejlepší výkon československého vozu, čestnou cenu místopředsedy ČAMS dr. O. Šulce, bronzovou plaketu ČAMS a plaketu MNO. Druhý vůz řízený Konečníkem dojel na 7. místě v čase 5:24:40,4 h, těsně po časovém limitu, a proto nemohl být klasifikován. Do III. ročníku závodu na Masarykově okruhu se přihlásil také soukromý jezdec František Hošťálek z České Třebové (st. č. 60) se Z 13 (1,5 l), ale ani on neměl v Brně štěstí. Odpadl pro poruchu motoru po 8. kole z 15 vypsaných.
Vítězný Burggaller dosáhl průměrné rychlosti 96,6 km/h a také zajel v 11. kole nejrychlejší kolo této skupiny v čase 16:44,4 min (104,4 km/h). Bruno Sojka zopakoval svůj loňský úspěch a opět obsadil 3. místo. Dosáhl tak nejlepšího výkonu a času československého jezdce na Masarykově okruhu v roce 1932.
| Pořadí | St. č. | Jezdec                   | Stáj                                       | Značka a typ vozu     | Motor | Motor | Kola | Čas/stav                 | Ztráta         |
| ------ | ------ | ------------------------ | ------------------------------------------ | --------------------- | ----- | ----- | ---- | ------------------------ | -------------- |
| 1.     | 68     | Ernst Günther Burggaller | E.G. Burggaller                            | Bugatti T51A          | 1.5   | R-8   | 15   | 4:31:28,7 h              |                |
| 2.     | 66     | Pierre Veyron            | P. Veyron                                  | Maserati 26 (8C-1500) | 1.5   | R-8   | 15   | 4:45:42,4 h              | + 14:13,7 min  |
| 3.     | 40     | Bruno Sojka              | B. Sojka                                   | Bugatti T37A          | 1.5   | R-4   | 15   | 4:47:57,7 h              | + 16:29,0 min  |
| 4.     | 72     | Ernesto Maserati         | Officine Alfieri Maserati                  | Maserati 4CM 1088     | 1.1   | R-4   | 15   | 5:10:11,8 h              | + 38:43,1 min  |
| 5.     | 36     | Gerhard Macher           | G. Macher                                  | DKW 1080 ccm          | 0,8   | R-4   | 15   | 5:11:13,7 h              | + 39:45,0 min  |
| 6.     | 54     | Adolf Szczyzycki         | Wichterle & Kovářík                        | Wikov 7/28 SS         | 1.5   | R-4   | 15   | 5:12:19,4 h              | + 40:50,7 min  |
| DNC    | 56     | Jaroslav Konečnik        | Wichterle & Kovářík                        | Wikov 7/28 SS         | 1.5   | R-4   | 14   | překročen max. čas       | neklasifikován |
| DNF    | 74     | László Hartmann          | L. Hartmann                                | Bugatti T37A          | 1.5   | R-4   | 14   | nehoda                   |                |
| DNF    | 46     | Hans Simons              | Závodní tým PiLeSi (Pietsch, Lewy, Simons) | Bugatti T37A          | 1.5   | R-4   | 10   | zadřené spojkové ložisko |                |
| DNF    | 60     | František Hoštálek       | F. Hošfálek                                | Z 13                  | 1.5   | R-8   | 8    | ložiska motoru           |                |
| DNF    | 44     | Anne-Cecile Rose-Itier   | A.-C. Rose-Itier                           | Bugatti T37A          | 1.5   | R-4   | 2    | závada motoru            |                |